# Jordi Galí i Herrera
Jordi Galí i Herrera (Barcelona, 1927-Barcelona, 1 de diciembre de 2019) fue un pedagogo, profesor y escritor español, hijo de Alexandre Galí i Coll. 
De 1946 a 1958 participó activamente en el movimiento escultismo que animaba mosén Antoni Batlle. De 1951 a 1955 dirigió el Colegio-Internado La Molina y fundó y dirigió la Escuela San Gregorio de Barcelona, una de las escuelas renovadoras del movimiento pedagógico catalán y donde divulgó los principios pedagógicos inspirados en su padre. Publicó libros de texto para EGB y los escritos de mosén Batlle. En 1994 recibió el Premio Cruz de San Jorge.
Falleció a los noventa y dos años de edad.

## Obras
- Saint-Exupéry o la llibertat d'esperit (1965)
- Didáctica del lenguaje (1967)
- El compromís polític dels germans Chesterton (1974)
- La literatura en lengua catalana (1981)
- La formació de Catalunya (1986)
- Alexandre Galí i el seu temps (1995)
- La Renaixença catalana. Persones i institucions (1997)
- De la mesura a l'avaluació (1998)